# مونيك إيفانز (متسابقة ملكة الجمال)
مونيك إيفانز (بالإنجليزية: Monique Evans) هي متسابقة ملكة الجمال أمريكية، ولدت في 17 يناير 1992 في لاغونا بيتش في الولايات المتحدة.